# Перцев Денис Павлович
Денис Павлович Перцев — станом на 2011 рік й надалі — голова Товариства українців у Фінляндії, Гельсінкі.

## Нагороди
- Відзнака Президента України — ювілейна медаль «25 років незалежності України» (22 серпня 2016) — за вагомий особистий внесок у зміцнення міжнародного авторитету Української держави, популяризацію її історичної спадщини і сучасних надбань та з нагоди 25-ї річниці незалежності України[1]